# Meknes
Meknes [Meknes] (arabsky مكناس [Miknas], francouzsky Meknès [Meknes]) je město v severní části Maroka na řece Oued Boufekrane situováno mezi městy Fès (60 km) a Rabat (130 km), severozápadně od Středního Atlasu. V roce 2014 zde žilo přibližně 520 000 obyvatel. Z hlediska územně-správního členění Maroka je součástí regionu Fès-Meknès a vedle měst Fès, Rabat a Marrákéš je jedním ze čtyřech královských měst Maroka. Město se rozprostírá v průměrné nadmořské výšce 576 m n. m.

## Historie
Historie města sahá až do dob Římské říše, když se na toto území dostali Římané již v roce 117 n. l. Samotný Meknes však vznikl až díky pevnosti Kasbah z 8. století. V 10. století osídlil tuto oblast berberský kmen Maknassa (někdy též Meknassis) a kolem původní pevnosti vyrostlo město.
Nejvíce je však historie města spjata s působením sultána Moulaye Ismaila, za jehož vlády trvající 55 let (1672–1727) vyrostlo z provinčního města velkolepé hlavní město celé říše s dvaceti branami, více než padesáti paláci a přibližně 45 km hradeb s prvky maurské architektury. Tato doba bývá proto označována jako „Zlaté časy Meknesu“. Moulay Ismail byl vyhlášený stavitel po celém Maroku (budoval celá města, přístavy, ochranné kasry, paláce i mosty). Nejvíce se však věnoval Meknesu, kde se rozhodl uskutečnit rozsáhlý stavební program, na němž se podílel nejen jako hlavní architekt, ale někdy i jako dělník po boku svých otroků a zedníků. Peníze na tyto výstavby čerpal zejména z vojenských výprav jak na jihu proti berberským národům, tak na severu proti Evropanům. Do prostředí jeho mekneského dvora je zasazen i známý film Angelika a sultán.

## Ekonomika, doprava
Ekonomika města je založena zejména na turismu. Tomu napomáhá i zápis na listině Světového dědictví UNESCO. Z průmyslu je ve městě nejrozšířenější textilní a umělecká řemesla. Město je spojeno s Fesem dálnicí, nejbližší letiště je v Sais jižně od Fesu. Železniční spojení je zajištěno s Rabatem, Tangerem a Fesem.

## Pamětihodnosti a turistické zajímavosti
- Bab Mansour – bohatá a zachovalá městská brána, architektonicky nejhodnotnější v Meknesu.
- Dar el Kebira – největší palácový komplex M. Ismaila. Dnes polorozpadlá čtvrť, dříve dvanáct obřích pavilónů dostavěných v roce 1677.
- Dar el Makhzen – největší Ismailův palác, který dnes slouží jako vedlejší královská residence.
- Mauzoleum Moulaye Ismaila – jediná funkční svatyně v Maroku, kterou může navštívit i nemuslim.
- Medersa Bou Inania – vysokoškolská kolej vystavěná v letech 1340–1350 nesoucí jméno po sultánovi Abú Inanovi.
- Place El Hedim – „Náměstí bourání a obnovy“, jež kdysi soutěžilo s náměstím Džamá el-Fná v Marrákeši o status „nejživějšího místa v Maroku“.

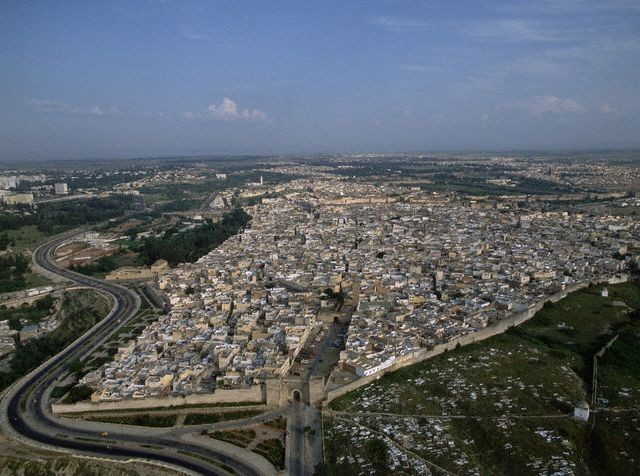
Medína Meknesu
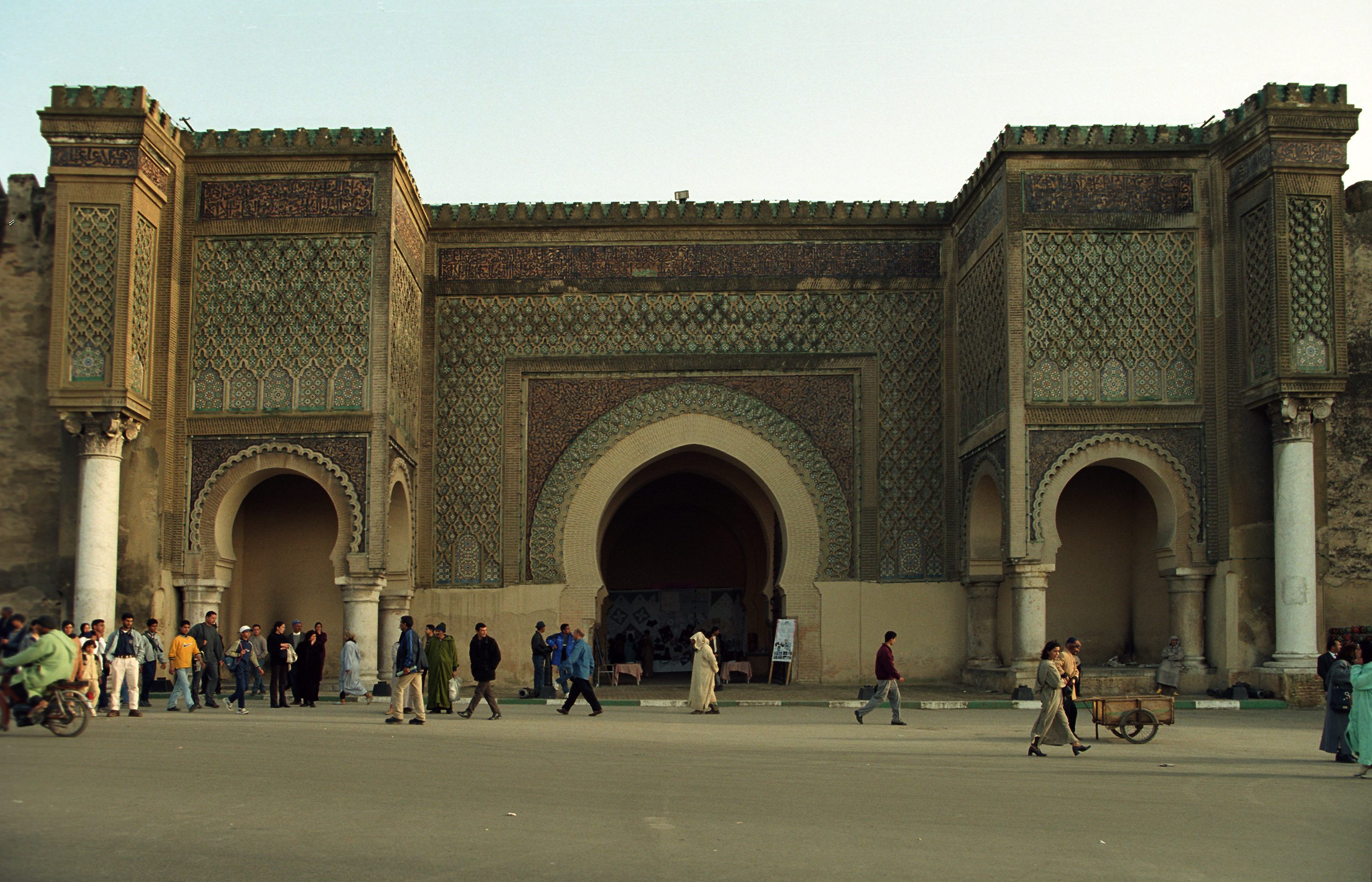
Bab Mansour
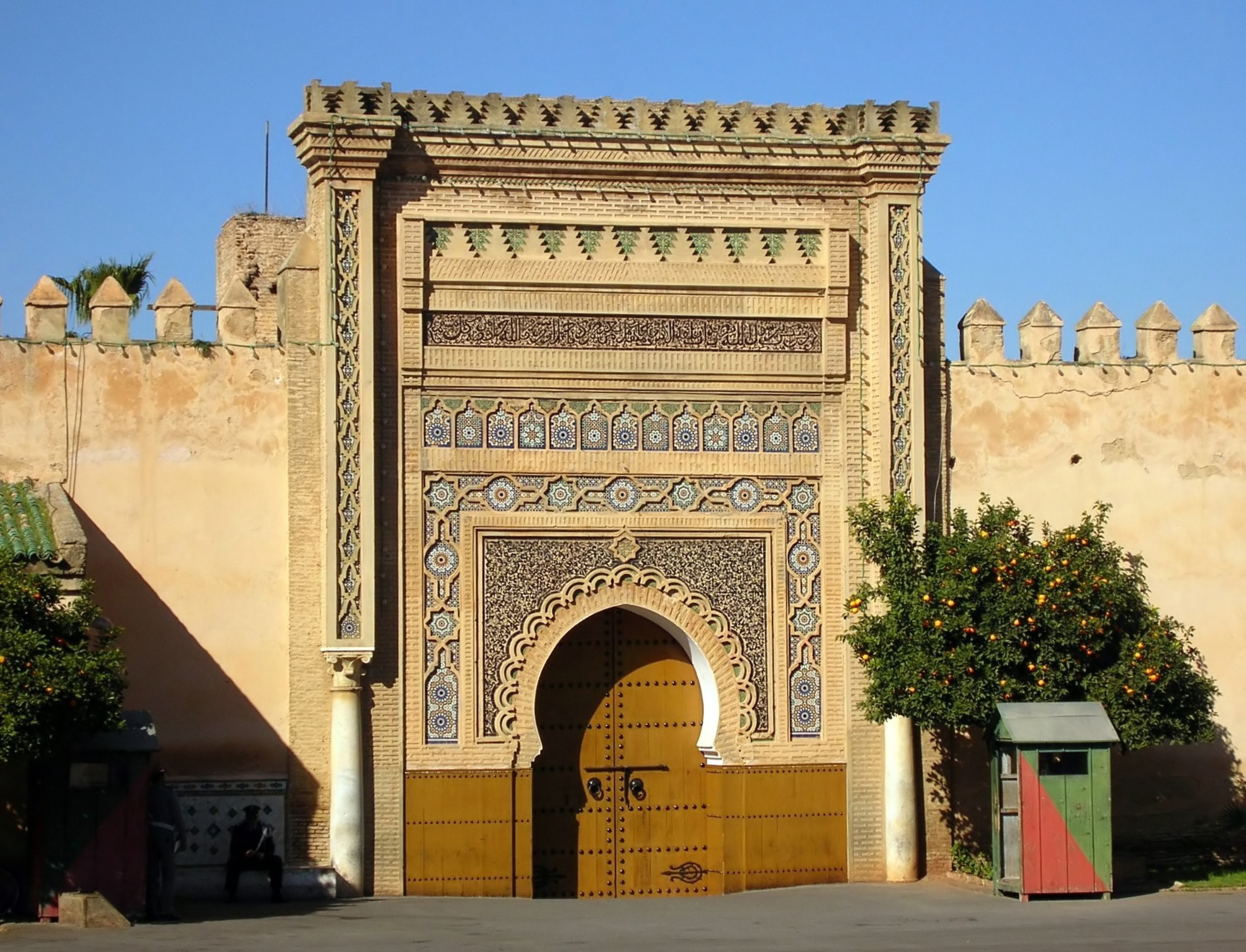
Brána královského paláce
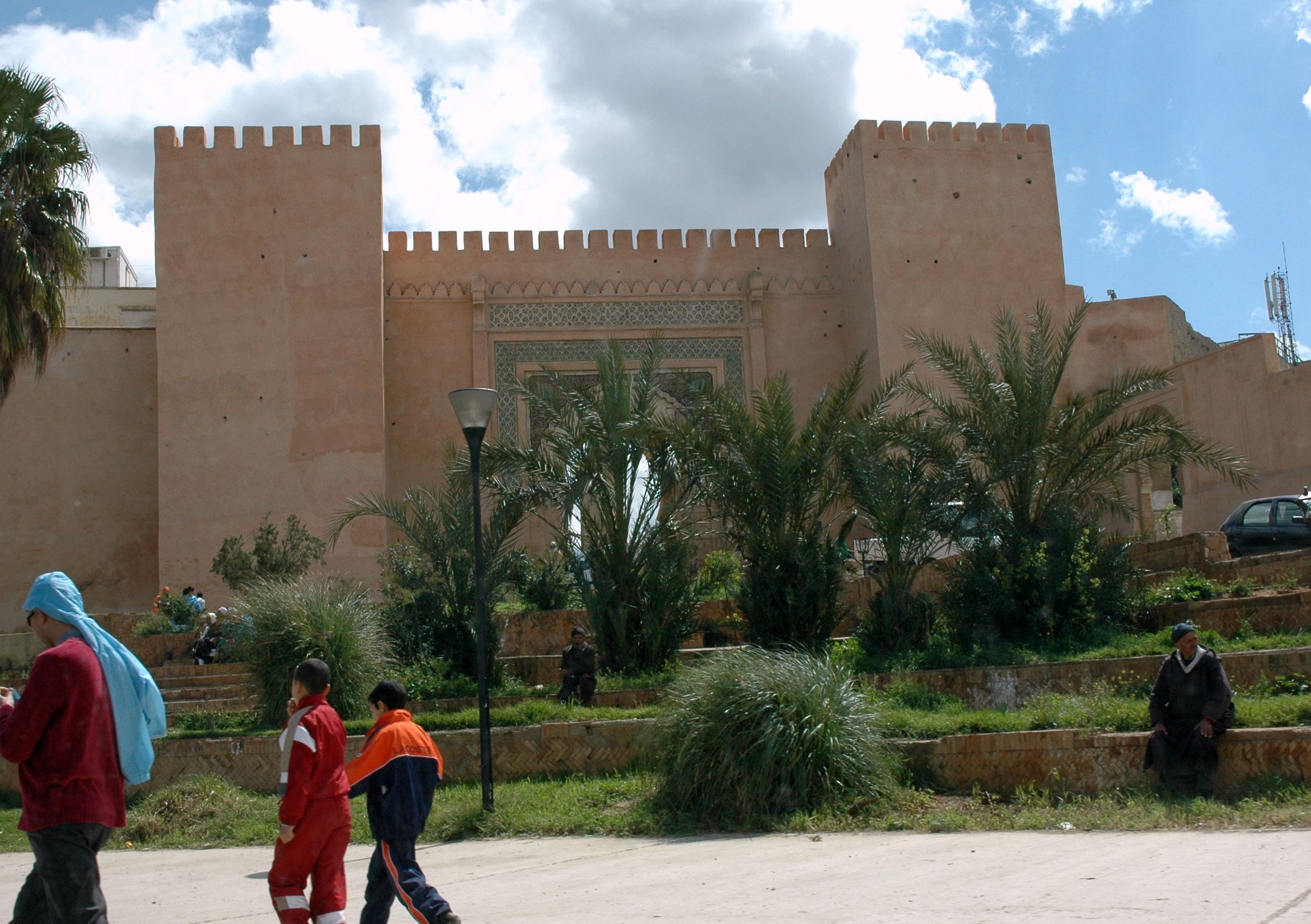
Brána Bab el-Berdaïne